# 金剛院 (秩父市)
金剛院（こんごういん）は、埼玉県秩父市にある曹洞宗の寺院。

## 歴史
773年（宝亀4年）、良弁によって開山された。良弁は華厳宗の僧侶であり、当寺の所属宗派も当初は華厳宗であったが、後に天台宗となり、現在は曹洞宗となっている。
当寺が天台宗だった頃、秩父武綱によって寺領300町歩が寄進された。武綱の末裔は武蔵国を中心に有力武士団を形成し、鎌倉時代には鎌倉御家人となっている。当寺では、現在も秩父氏末裔の団体「全国秩父氏会」の会合が開かれている。

## 交通アクセス
- 路線バス井上上停留所より徒歩18分。